# Archäologie in Samoa

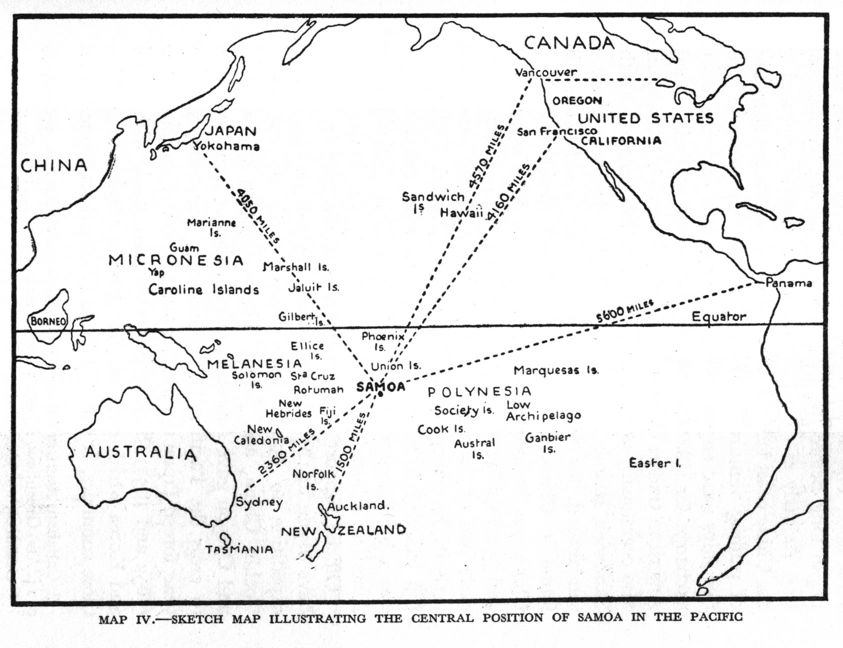
Skizze, welche die zentrale Stelle der Samoainseln im Pazifik verdeutlicht

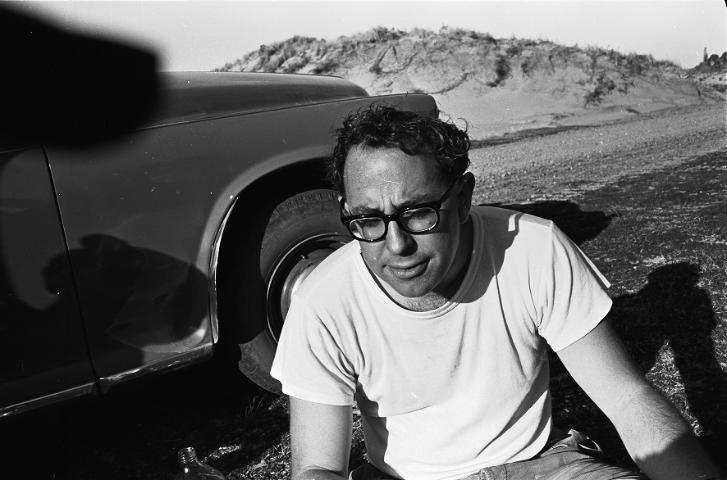
Roger Curtis Green, ein führender Archäologe von Samoa, 1964, Neuseeland

Archäologie von Samoa begann mit einer ersten systematischen Überblicksstudie von archäologischen Überresten auf Savaiʻi durch Jack Golson 1957. Seither haben Überblicksstudien und Untersuchungen in ganz Samoa bedeutende Funde von Siedlungen, Stein- und Erd-Hügeln (mounds) inklusive star mounds (Sternhügeln, Observatorien), Lapita-Scherben und prähistorischen Artefakten zu Tage gebracht.
Ein wichtiges Ziel der Archäologie in Samoa und in ganz Ozeanien ist die Beantwortung der Frage nach der Herkunft der Polynesier. Die laufenden Forschungen werden in Verbindung mit anderen Wissenschaftszweigen wie Linguistik und Genetik vorangetrieben.
Die ältesten prähistorischen Überbleibsel in Samoa wurden von neuseeländischen Wissenschaftlern auf circa 3.000 BP (Before Present) berechnet (calculated). Es handelt sich um Funde aus einer Lapita-Stätte bei Mulifanua, welche in den 1970ern ausgegraben wurden.

## Geschichte

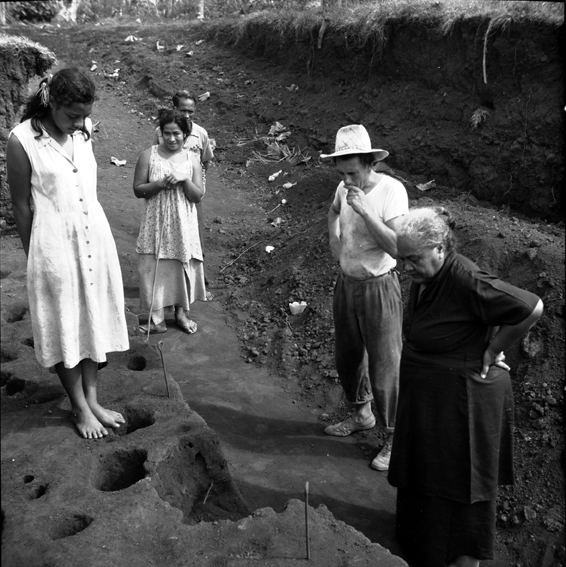
Jack Golson an der Ausgrabungsstelle in Vailele mit Mitgliedern der Iʻiga-Pisa-Familie, 1957

Schon früh waren Berichte von 'earthmounds' und 'monumental architecture' bekannt, aber es gab keine wissenschaftlichen Untersuchungen bis 1957 Jack Golson seine umfangreichen Arbeiten durchführte. Golson war es auch, der in Upolu die ersten Keramikscherben in Samoa beim Dorf Vailele an der Nordküste der Insel entdeckte. Beim 10. Pacific Science Congress in Honolulu 1961 entschieden Archäologen, eine koordinierte Untersuchungskampagne zur Prähistorie der Region zu starten.
1963 bis 1964 wurde diese Kampagne von einem internationalen Team unter der Leitung von Roger Curtis Green unter dem Polynesian Archaeology Programme der University of Auckland durchgeführt. Aufbauend auf Golsons Überblicksuntersuchungen führte das Team Feldarbeit auf den Inseln Savaiʻi, Upolu und Apolima durch. Ein anderes Team unter Leitung der neuseeländischen Archäologin Janet Davidson konnte ebenfalls wichtige Beiträge zur Archäologie in Samoa und dem Rest der Pazifikregion legen. Green und Davidson legten die Grundlagen für die Archäologie in Samoa. Unter den verschiedenen Funden des Projekts gab es Keramiken in Upolu und Apolima. Ein Schlüsselfund gegen Ende der Expedition war die Entdeckung von Lapita-Scherben in Mulifanua. Die Funde wurden mit Hilfe von Radiokarbondatierung auf 930–800 v. Chr. datiert. Bis zum Jahr 2008 waren alle bekannten Scherben in Samoa 'plain ware' mit Ausnahme derer, welche in Mulifanua ausgegraben worden waren. Ein wichtiger Teil von Davidsons Arbeit in Samoa konzentrierte sich auf Siedlungsmuster vor dem europäischen Kontakt. Sie war die erste, die auf der Grundlage archäologischer Feldforschung Argumente für die Verteilung einer viel größeren samoanischen Bevölkerung im 17. und 18. Jahrhundert n. Chr. vorlegte, als dies in frühen Bevölkerungsschätzungen im 19. Jahrhundert der Fall war.
Weitere Archäologen, die in Samoa wichtige Feldarbeiten durchführten, waren in den 1970er Jahren die Amerikaner Jesse D. Jennings und Richard Holmer. Jennings leitete Studien auf der Mt. Olo Plantation auf Upolu und landeinwärts von Sapapaliʻi auf Savaiʻi. Umfangreiche prähistorische Siedlungsreste wurden im August, September und Oktober 1974, 1976 und 1977 im Rahmen des Samoan Archaeological Program der University of Utah untersucht, kartiert und ausgegraben. Von 1978 bis 1979 wurden weitere Feldarbeiten mit umfangreichen Untersuchungen einer prähistorischen Siedlung im Bezirk Palauli durchgeführt. Diese Untersuchung in Palauli wurde von Gregory Jackmond durchgeführt, einem Freiwilligen des American Peace Corps, der zuvor vom Dorf Sapapaliʻi aus Feldarbeiten zu prähistorischen Stätten landeinwärts durchgeführt hatte.
In den Jahren 2002–2004 wurden umfangreiche Ausgrabungen am Pulemelei-Hügel in Savaiʻi unter der Leitung der schwedischen Archäologin Helene Martinsson-Wallin (Forschungsinstitut Kon-Tiki-Museum/Universität Gotland) in Zusammenarbeit mit Paul Wallin (Kon-Tiki-Museum/Gotland University) und Geoffrey Clark (Australian National University) durchgeführt. Diese Ausgrabungen und anschließenden Feldstudien von Martinsson-Wallin auf der Letolo-Plantage, Malaefono Starmound und Fale o le Feʻe führten zu einer Zusammenarbeit mit der National University of Samoa und der Einrichtung eines Archäologieprogramms.
Viele andere Gelehrte leisteten vor dem Jahr 1957 Beiträge auf dem Gebiet der Archäologie in Samoa, darunter der Māori-Historiker Te Rangi Hīroa (auch bekannt als Sir Peter Henry Buck) und Derek Freeman, der als Schullehrer in den frühen 1940er Jahren Feldarbeiten in Vailele und an den Falemauga-Höhlen auf Upolu durchführte.

## Archäologische Fundstellen

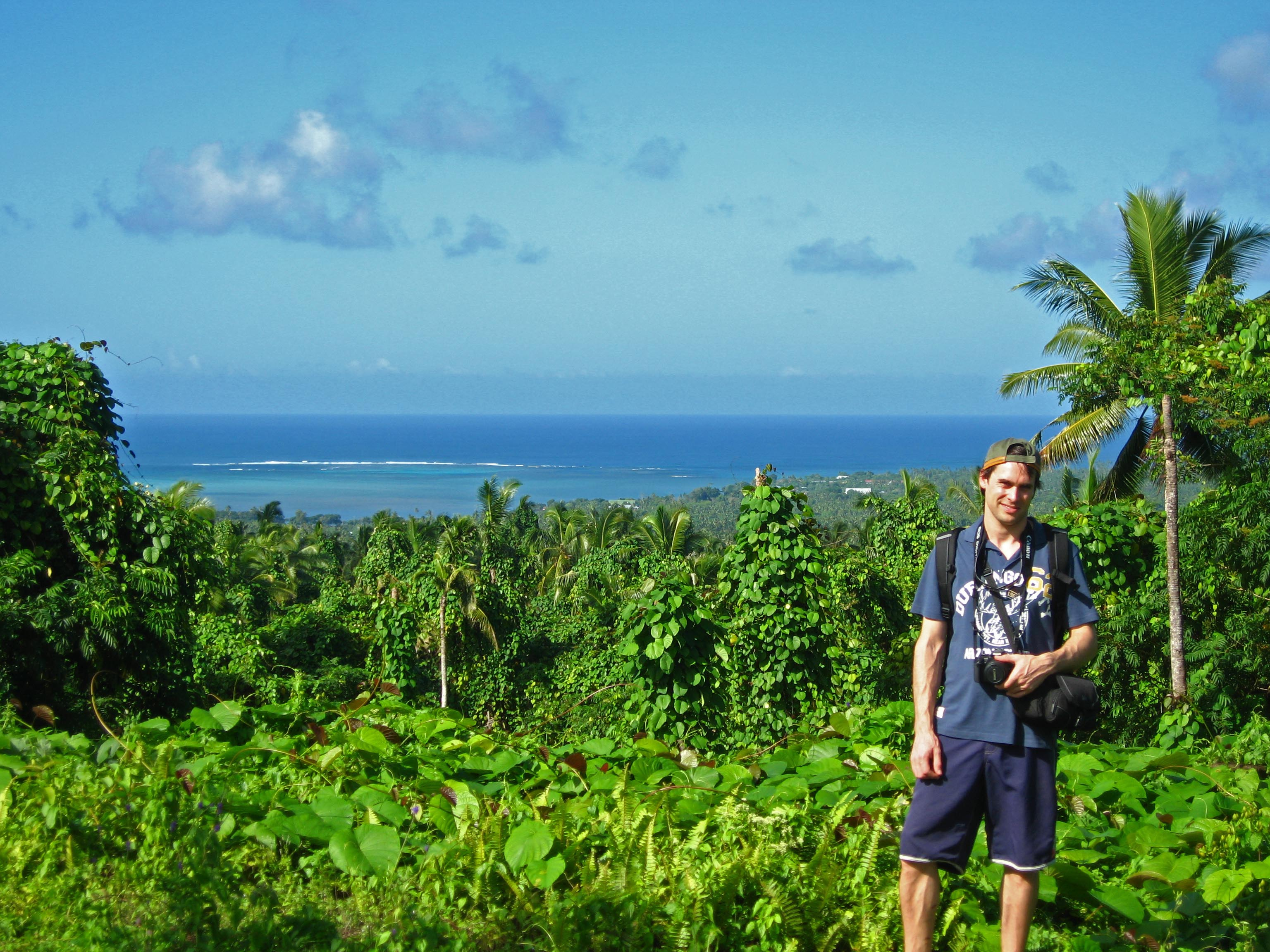
Blick vom Pulemelei Mound aufs Meer

### Savaiʻi
Zu den wichtigsten Fundorten auf der Insel Savaiʻi gehören prähistorische Siedlungen im Landesinneren bei Sapapaliʻi, ausgedehnte Dorfsiedlungen in Palauli, wo sich der Pulemelei-Hügel befindet, und eine Muschelhaufen-Stelle (midden site) beim Dorf Siutu an der Südküste. Die archäologischen Arbeiten in Sapapaliʻi wurden von Jackmond durchgeführt, der ein 20 ha großes Gebiet untersuchte und ausgedehnte prähistorische Ruinen entdeckte. Die Daten von Jackmonds Arbeit in Sapapaliʻi ähnelten tendenziell den Daten, die am Standort Mt. Olo Plantation auf Upolu mit ähnlichen Steinmauern, erhöhten Gehwegen und Plattformen gesammelt wurden. Ein wichtiger Unterschied war die größere Anzahl von Erdöfen, die am Standort Savaiʻi freigelegt wurden. Das Team am Standort Mt. Olo hatte zuvor die Theorie aufgestellt, dass Erdöfen ein Zeichen für sozialen Rang und Status seien. Als diese Untersuchungen 1976 abgeschlossen waren, wurde die Arbeit von Jackmonds Peace Corps um weitere zwei Jahre verlängert und er führte Feldarbeiten an den ausgedehnten prähistorischen Siedlungen im Bezirk Palauli durch. Frühere Kartierungen von Savaiʻi einschließlich des Pulemelei-Hügels wurden 1969 von S. D. Scott und Alistair G. Buist durchgeführt. Ihre Feldarbeiten auf Savaiʻi im Jahr 1969 zeigten archäologische Überreste dichter Siedlungen im Landesinneren vor dem europäischen Kontakt in Safotu, Safune und Fagamalo (Dorfbezirk Matautu, Insel Savaiʻi), an der Nordküste der Insel.

#### Letolo

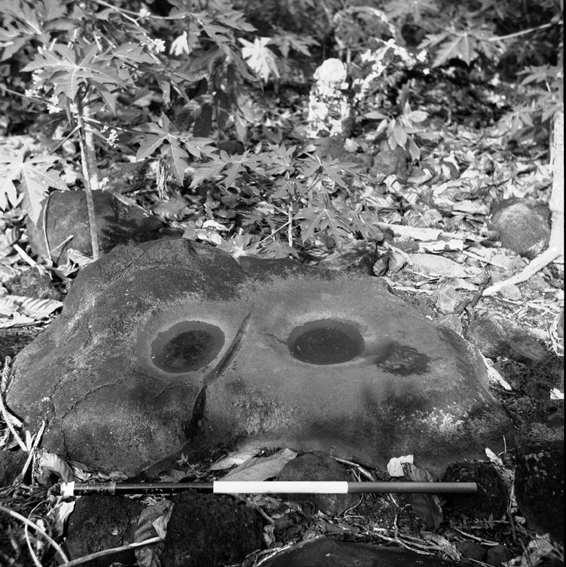
Mahlsteine bei Myer’s plantation, 1957

Die prähistorische Siedlung Letolo liegt im Bezirk Palauli an der Südküste am östlichen Ende von Savaiʻi. Der Standort befindet sich in einem Areal, welches in der Neuzeit zum Besitz der Nelson Corporation gehört und als Nelson Plantation bekannt ist. Während der Kolonialzeit im späten 19. Jahrhundert gelangte das Land in deutschen Besitz und wurde an den schwedischen Händler August Nilspeter Gustav Nelson verkauft, der eine samoanische Frau heiratete und einen Handelsposten in Safune betrieb. In den letzten Jahren kam es zu Gerichtsverfahren zwischen Häuptlingen in Palauli und der Familie Nelson über den Besitz des Landes.
Der Zugang zur Plantage erfolgt über die Brücke am westlichen Ende von Vailoa, der Hauptstadt von Palauli.
Jackmonds Untersuchung in Letolo zwischen 1977 und 1978 deckte ein Gebiet von der Südküste über sanft abfallendes Land 3 km landeinwärts bis zu einer Höhe von 135 m am Nordrand ab. Das Gebiet wird auf der Ostseite vom Faleata-Fluss und auf der Westseite vom Seugagogo-Fluss begrenzt. Innerhalb des 198,8 ha (491 Acres) großen, untersuchten Gebiets wurden etwa 3.000 Artefakte menschlicher Herstellung erfasst, darunter Fundamentplattformen, 64,6 km Steinzäune, primäre und sekundäre Gehwege und etwa 300 Wohnplätze. Insgesamt wurden 1059 Wege erfasst. Der größte davon ist der Pulemelei-Mound, über den bereits andere Archäologen berichtet hatten. Der Pulemelei-Mound ist 50 m × 61 m groß und 12 m hoch. Vom Boden aus fällt er stufenweise nach innen und oben ab, bis hin zu einer flachen, ebenen Spitze. Von der Spitze des Pulemelei aus kann man das Meer in Richtung Süden sehen. Schätzungen zufolge wurde der Bau zwischen 1100 und 1400 n. Chr. ausgeführt.
Die Plattformen haben eine durchschnittliche Grundfläche von 236 ± 251 m² und eine Höhe von 46 ± 52 cm. Die Plattformen hatten eine rechteckige oder ovale Form, mit Ausnahme von zwei kleinen Sternhügeln mit einem Durchmesser von 7,8 m (7 Armlängen) und 10 m (5 Armlängen) und einer Höhe von 50 cm. Alle Hügel bestehen aus Basaltsteinen und Felsbrocken.
Der archäologische Überblick ergab, dass es einst buchstäblich Hunderte von Wohneinheiten gab, die sich weit landeinwärts über das kartierte Gebiet hinaus erstreckten, jenseits des Pulemelei-Hügels. Der Hauptweg durch die Siedlung führte weiter durch das bergige Innere von Savaiʻi auf einer „alten Straße“, die von frühen Missionaren erwähnt wurde.
Umfangreiche archäologische Ausgrabungen wurden in den Jahren 2002–2004 am Pulemelei-Mound von Helene Martinsson-Wallin vom Kon-Tiki-Museum der Gotland-Universität und Professorin an der National University of Samoa durchgeführt. Die Ausgrabungen zeigten, dass der Bau des Pulemelei-Hügels vor etwa 700–900 Jahren als 60 × 65 m große und 3 Meter hohe Plattform begann, deren Umriss aus behauenem Stein am Rand bestand. Es wurde auf einer früheren Siedlung errichtet, die mindestens 2000 Jahre alt ist und Funde von Tonscherben, Steinwerkzeugen und Feuerstellen enthielt. Vor etwa 400–500 Jahren wurde der Hügel auf eine Höhe von 12 m erweitert und an der West- und Ostseite des Hügels wurden zwei Wege angelegt. Der Pulemelei ist ein zentraler Ort in einem großflächigen Siedlungsgebiet an den Hängen von Palauli, das im 18. Jahrhundert aufgegeben wurde.

### Upolu

#### Mulifanua
Zu den wichtigsten Stätten auf der Insel Upolu gehört die Lapita-Stätte in Mulifanua, wo 4.288 Tonscherben und zwei Dechseln vom Typ Lapita geborgen wurden. Basierend auf der C14-Datierung einer Muschel weist die Stätte ein Alter von ca. 3.000 v. Chr. auf. Die untergegangene Lapita-Stätte in Mulifanua wurde 1973 während Arbeiten zur Erweiterung des Fährterminals (Inter-Island Ferry Berth) entdeckt. Mit wechselnden Küstenlinien im Laufe der Zeit konnten Wissenschaftler zeigen, dass die untergegangene Stätte einst ein sandiger Strand am Rande einer Lagune gewesen sein muss. Es ist die einzige Stätte in Samoa an der dekorierte Lapita-Scherben gefunden worden sind, wobei Plain Ware (einfache Keramik) im Zusammenhang mit der Lapita-Kultur in anderen Teilen Samoas gefunden worden sind, inklusive der ersten Funde von Golson in Vailele 1957.
Die zwei Dechsel wurden 1988 von Rhys Richards von der New Zealand High Commission in Samoa während einer Untersuchung von Scherben mit der Archäologin Helen M. Leach entdeckt, fünfzehn Jahre nach der Entdeckung der Stätte.

#### Vailele

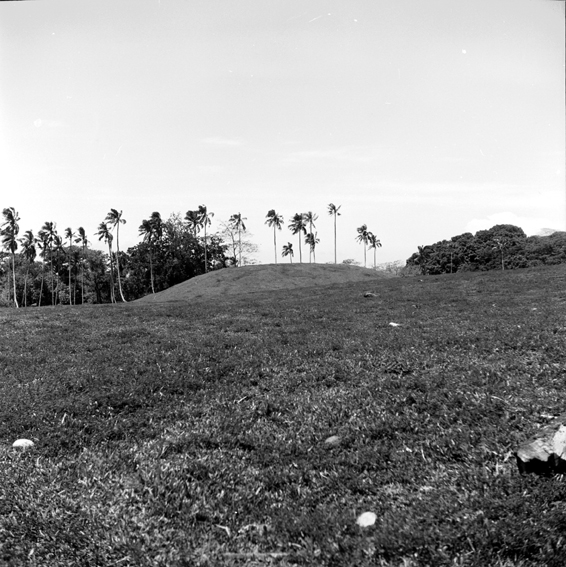
Hügel südlich des Flusses Laupule in Vailele, 1957

Ein großer Hügel, Laupule, im Dorf Vailele auf Upolu ist vergleichbar mit dem Pulemelei-Hügel auf Savaiʻi. In den 1940er Jahren untersuchte der neuseeländische Anthropologe Derek Freeman, der von April 1940 bis November 1943 Lehrer auf Samoa war, die Erdhügel in der Nähe des Flusses Tausala, welcher zwischen Fagaliʻi und Vailele ins Meer mündet. Die Hügel lagen etwas mehr als einen Kilometer landeinwärts auf einer Höhe von 60 m s.l.m. über dem Meeresspiegel. Von den acht Hügeln in der Gegend waren sieben rechteckige Pyramidenstümpfe aus Erde. Der achte war konisch, kegelstumpfförmig und aus Erde und Stein gefertigt. Der größte Laupule war an der Basis 105 × 95,7 m groß und 12 m hoch. Drei kleinere Hügel befanden sich in der Nähe. Alle lagen auf der Westseite des Tausala. Auf der anderen Seite des Baches befanden sich drei Hügel, die alle den Namen „Tapuitea“ (Abendstern) trugen. Der größte maß 117 m (und war damit länger als der Haupt-Laupule-Hügel), mit einer Breite von 71,6 m und einer Höhe von 4,5 m. Nach der mündlichen Überlieferung wird der Laupule-Mound mit der historischen Figur Tupuivao aus dem 17. Jahrhundert in Verbindung gebracht.

#### Weitere Stätten

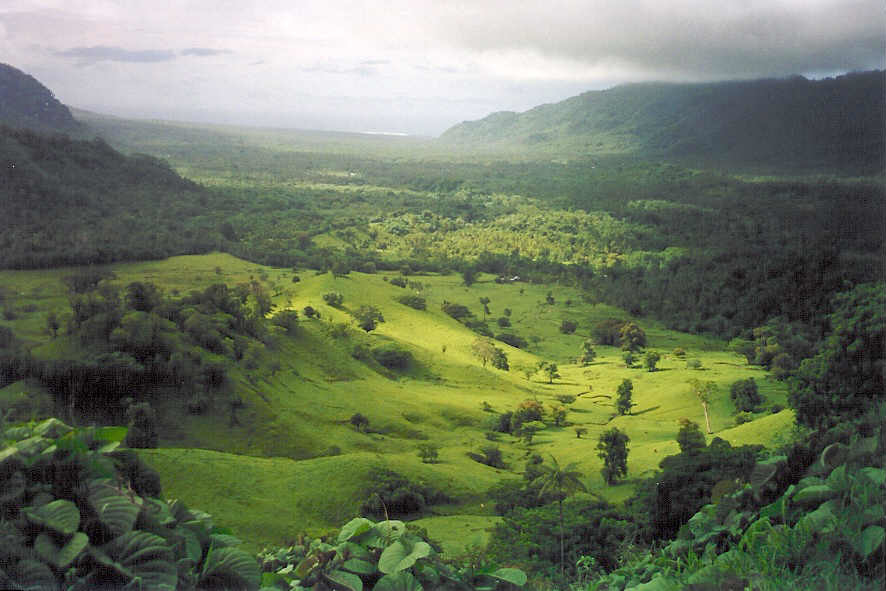
Falefa Valley, Ansicht vom Le-Mafa-Pass nach Norden

Weitere archäologische Stätten auf Upolu sind die Überreste, welche im Inland bei Luatuanuʻu (Häuser), Lufilufi und Falefa gefunden wurden. Weitere verstreute Stätten an der Südküste ziehen sich von Lotofaga nach Lepa und bis zu drei Kilometer ins Inland. Janet Davidson verbrachte sechs Monate mit Erkundungen auf Upolu (1965–1966) in Sasoaa im Falefa Valley, in Lalomanu im Distrikt Aleipata und an der staatlichen WSTEC Plantation bei Mulifanua.

#### Mt. Olo
Davidson war auch die erste, welche die Siedlungen im Inland bei der Mt Olo Plantation am Westende von Upolu erkundete. Im Jahr 1973 lokalisierte ein anderes Team – ohne Kenntnis von Davidsons zuvor erfolgter Untersuchung – ein ausgedehntes Areal von Plattform-Ruinen, Mauern und Wegen. Die Felduntersuchungen an der Mt Olo Plantation wurden in verschiedenen Zeiträumen, die sich über drei Jahre hinweg verteilten, durch das University of Utah Samoan Archaeological Programme durchgeführt.

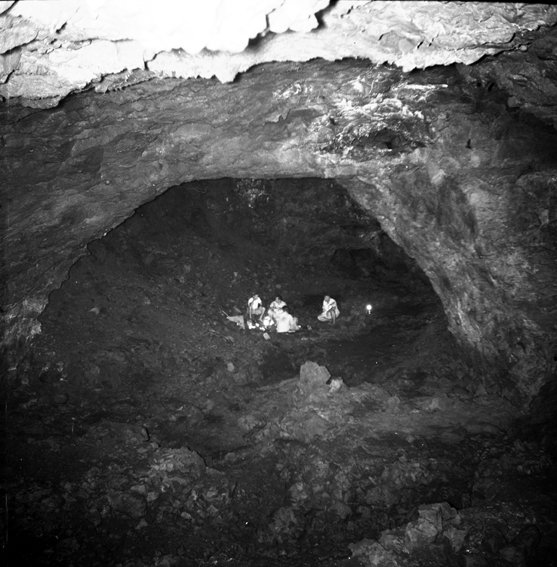
Falemauga Caves mit einer großen Kammer und einer Personengruppe, 1957

#### Falemauga Caves
Die Falemauga Caves befinden sich in Falemauga, einem Gebiet im Zentrum von Upolu, etwa 9 km landeinwärts vom Dorf Malie an der Nordküste der Insel. Es gibt Hinweise auf menschliche Besiedlung in Samoas Vorgeschichte und darauf, dass die Höhlen als Zufluchtsort für die Menschen aus dem Distrikt Tuamasaga gedient haben.
Der Neuseeländer Derek Freeman führte in den frühen 1940er Jahren Ausgrabungen durch und veröffentlichte seinen Bericht 1944 im Journal of the Polynesian Society von Neuseeland. Er fand ein „ausgeklügeltes System von Plattformen“ („elaborate system of platforms“) aus Lava-Gestein, welches bis zu einer Höhe von 2–3 feet (60–90 cm) erhaben war, sowie Stein-Dechsel in der typischen Form der prähistorischen Werkzeuge, umu-Kochstellen, Überreste von Muscheln und Küchen-Müllhaufen.

### Manono Island
Das Utah Samoan Archaeological Program entdeckte Scherben in zwei Midden an der Küste von Manono Island.

### Siedlungsmuster
Teil von Davidsons und Greens Arbeit war die Erforschung von Siedlungsmustern der Gemeinschaften in Samoa. Davidson bemerkte: „Der Archäologe, der sich in Überblicksstudien in Samoa engagiert, wird mit einer verwirrenden Vielfalt von archäologischen Stätten konfrontiert, welche oft kontinuierlich über das Land verteilt erscheinen“ („The archaeologist engaged in site surveys in Samoa is confronted with a bewildering range of archaeological sites which often seem to be continuously distributed over the land“).
Golsons Arbeit 1957 lieferte Hinweise darauf, dass die Besiedlung zuerst im Inland erfolgte und später die Siedlungen entlang der Küste entstanden. welche dann die vorherrschenden Siedlungen waren seit der ersten Ankunft von Europäern in Samoa im 19. Jahrhundert.